# Barcelona (sång)
Barcelona är en sång skriven av Freddie Mercury, som framfördes av Mercury och Montserrat Caballé. Sången ingår också i deras musikalbum med samma namn. Den utgjorde officiell hymn vid OS i Barcelona 1992, efter Mercurys död 1991.